# Xã Highland, Quận Vermillion, Indiana
Xã Highland (tiếng Anh: Highland Township) là một xã thuộc quận Vermillion, tiểu bang Indiana, Hoa Kỳ. Năm 2010, dân số của xã này là 1.534 người.